# Dieter Maute
Dieter Maute (* 21. Juni 1967 in Tailfingen) ist ein ehemaliger deutscher Kunstradsportler und heutiger Trainer.
Fünfmal wurde Dieter Maute Weltmeister im Einer-Kunstfahren, 1986, 1987, 1993, 1994 und 1995, dreimal wurde er Vize-Weltmeister. Zudem wurde er dreimal Junioren-Europameister und sechsmal deutscher Meister.
1995 trat Maute vom aktiven Radsport zurück, studierte Sportwissenschaften und schloss das Studium 1996 als Diplom-Sportpädagoge ab. Bis 2002 leitete er im Reutlinger Therapie- und Analysezentrum die medizinische Trainingstherapie. Ab 1997 erstellte er gemeinsam mit seinem Vater Manfred Maute, damals als Landestrainer tätig, Lehrfilme für das Kunstradfahren, die vom Weltradsportverband Union Cycliste Internationale (UCI) als offizielles Lehrmaterial eingeführt wurden. 2003 wurde er als Nachfolger seines Vaters Manfred Maute baden-württembergischer Landestrainer und Bundestrainer, bis 2011 war er gemeinsam mit seinem Vater auch BDR-Lehrwart für den Kunstradsport.
Dieter Maute entwickelte eine Übung, die als Maute-Sprung bezeichnet wird. Dabei springt der Sportler, der mit beiden Füßen auf dem Fahrradsattel steht, nach vorne in den Frontlenkerstand. 1993 wurde der Sprung in das Reglement der UCI aufgenommen.
1990 erhielt Dieter Maute das Silberne Lorbeerblatt. 2010 wurde er vom Landessportverband Baden-Württemberg (LSV) als „Trainer des Jahres“ ausgezeichnet.